# Simson SD 50
Simson SD 50 "Albatros" lub także "Altros 50" − niemiecki trójkołowy motorower służący do przewozu towarów. Pojazd zbudowano w oparciu o skuter SR 50, dostosowano tylną część pojazdu do celów transportowych. Trójkołowiec produkowano w kilku wersjach różniącymi się silnikami (czterobiegowy silnik Simsona, silnik z przekładnią automatyczną, napęd elektryczny) oraz typem skrzyni załadunkowej ("skrzynia", "wanna"), którą można było zmieniać w zależności od potrzeb. Ze względu na swoje przeznaczenie niełatwo spotkać na polskich drogach, bywa wykorzystywany w drobnym miejskim transporcie lub w małej gastronomii. Decydującym czynnikiem jest dopuszczalna masa całkowita wynosząca 350 kg.